# Допоки триває світло та інші розповіді
«Допоки триває світло та інші розповіді» (англ. While the Light Lasts and Other Stories) — збірка детективних розповідей англійської письменниці Агати Крісті, вперше опублікована у Великій Британії у 1997 році видавництвом HarperCollins.

## Про збірку
До складу збірки входять 9 оповідань, 6 з яких після першої публікації більше не видавались. Також збірка містить дві ранні версії оповідання про Еркюля Пуаро, які потім були перероблені для повноцінного видання.

## Список оповідань
1. Будинок мрій (англ. The House of Dreams);
2. Акторка (англ. The Actress);
3. Край (англ. The Edge);
4. Різдвяні пригоди (англ. Christmas Adventure);
5. Самотній Бог (англ. The Lonely God);
6. Золото Манкса (англ. Manx Gold);
7. Біля стіни (англ. Within a Wall);
8. Таємниця Багдадської скрині (англ. The Mystery of the Baghdad Chest);
9. Допоки триває світло (англ. While the Light Lasts).